# Fabio Armiliato

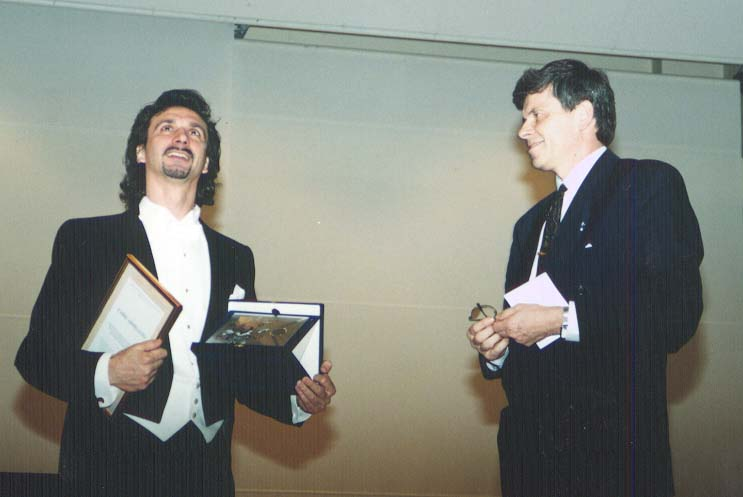
Fabio Armiliato riceve il Premio Beniamino Gigli da Torsten Brander (a destra), nel 2000.

Fabio Armiliato (Genova, 17 agosto 1956) è un tenore italiano.

## Biografia
Ha studiato al Conservatorio Niccolò Paganini della sua città, dove ha anche frequentato un corso di composizione. Vincitore del II Concorso Nazionale Tito Schipa di Lecce e del Concorso Internazionale Pavia Lirica, ha debuttato nel 1984 come Gabriele Adorno in Simon Boccanegra al Teatro Carlo Felice di Genova.
Nel 1989 è stato Cavaradossi alle Terme di Caracalla e Riccardo al Teatro Regio di Parma e nel 1991 Radames in Aida all'Opéra municipal de Marseille. Nel 1993 vi è stata la consacrazione internazionale con il debutto al Metropolitan Opera ne Il trovatore, seguito da Radames in Aida e Turiddu in Cavalleria rusticana.
Altri importanti debutti sono stati: al Teatro alla Scala nel 1994, al Teatro Colón di Buenos Aires e alla San Francisco Opera nel 1994, allo Sferisterio di Macerata nel 1995, all'Opéra National de Paris nel 1996, alla Wiener Staatsoper nel 1998. Nel 1999 ha debuttato all'Arena di Verona cantando Aida e Carmen.
Dal 2000 è stato legato sentimentalmente al soprano Daniela Dessì, con cui ha fatto coppia anche sul palcoscenico in diversi titoli, quali Andrea Chénier, Manon Lescaut, Adriana Lecouvreur, Aida, Bohème, Simon Boccanegra, Francesca da Rimini. Nel 2011 ha debuttato in Otello all'Opera Royal de Wallonie di Liegi, ha recitato nel film di Woody Allen To Rome with Love, è stato insignito del “Premio Internazionale Tito Schipa” di Ostuni e proclamato cittadino onorario di Recanati nel nome di Beniamino Gigli.
È fratello del direttore d'orchestra Marco Armiliato.

## Repertorio
| Ruolo                | Titolo                | Autore      |
| -------------------- | --------------------- | ----------- |
| Pollione             | Norma                 | Bellini     |
| Don José             | Carmen                | Bizet       |
| Faust                | Mefistofele           | Boito       |
| Maurizio di Sassonia | Adriana Lecouvreur    | Cilea       |
| Edgardo Ravenswood   | Lucia di Lammermoor   | Donizetti   |
| Poliuto              | Poliuto               | Donizetti   |
| Andrea Chénier       | Andrea Chénier        | Giordano    |
| Loris Ipanov         | Fedora                | Giordano    |
| Giannetto Malespini  | La cena delle beffe   | Giordano    |
| Vincent              | Mireille              | Gounod      |
| Danilo               | La vedova allegra     | Lehár       |
| Canio/Pagliaccio     | Pagliacci             | Leoncavallo |
| Turiddu              | Cavalleria rusticana  | Mascagni    |
| Giorgio              | Amica                 | Mascagni    |
| Luciano di Chablis   | Sì                    | Mascagni    |
| Enzo Grimaldo        | La Gioconda           | Ponchielli  |
| Renato Des Grieux    | Manon Lescaut         | Puccini     |
| Rodolfo              | La bohème             | Puccini     |
| Mario Cavaradossi    | Tosca                 | Puccini     |
| F. B. Pinkerton      | Madama Butterfly      | Puccini     |
| Dick Johnson         | La fanciulla del West | Puccini     |
| Ruggero              | La rondine            | Puccini     |
| Luigi                | Il tabarro            | Puccini     |
| Calaf                | Turandot              | Puccini     |
| Licinio              | La Vestale            | Spontini    |
| Ismaele              | Nabucco               | Verdi       |
| Ernani               | Ernani                | Verdi       |
| Macduff              | Macbeth               | Verdi       |
| Rodolfo              | Luisa Miller          | Verdi       |
| Duca di Mantova      | Rigoletto             | Verdi       |
| Manrico              | Il trovatore          | Verdi       |
| Alfredo Germont      | La traviata           | Verdi       |
| Arrigo               | I vespri siciliani    | Verdi       |
| Gabriele Adorno      | Simon Boccanegra      | Verdi       |
| Riccardo             | Un ballo in maschera  | Verdi       |
| Don Alvaro           | La forza del destino  | Verdi       |
| Don Carlo            | Don Carlo             | Verdi       |
| Radames              | Aida                  | Verdi       |
| Otello               | Otello                | Verdi       |
| Paolo Malatesta      | Francesca da Rimini   | Zandonai    |

## Discografia

### Opere complete
- Amica con Katia Ricciarelli,Walter Donati,dir Marco Pace  (Kikko classic)
- Otello, con Daniela Dessì, Giovanni Meoni, dir.Paolo Arrivabeni (etichetta Solovoce)
- La fanciulla del west, (Puccini Festival, 2005), con Daniela Dessì, Lucio Gallo, dir. Alberto Veronesi, regia Ivan Stefanutti Arthaus Musik/Naxos
- La traviata, con Daniela Dessì, Claudio Sgura
- Ernani, con Daniela Dessì, Giacomo Prestia, Lucio Gallo, dir. Bruno Campanella
- Norma (2008, con Daniela Dessì, Kate Aldrich (Hardy Classic/Rai Trade HCD 4034)
- Francesca da Rimini, Sferisterio Opera Festival 2004, con Daniela Dessì,  Alberto Mastromarino (Arthaus Musik/Naxos/Rai Trade 101 363)
- Andrea Chénier, 2005, con Daniela Dessì, Carlo Guelfi, dir. Vjekoslav Sutej (Universal 476 6453)
- Madama Butterfly, con Daniela Dessì, Juan Pons, dir. Plácido Domingo 2004
- Tosca, (Teatro Real, 2004), con Daniela Dessì, Ruggero Raimondi (Opus Arte/Naxos OA 0901D)
- Manon Lescaut, (2004), con Daniela Dessì, Marcel Vanaud (Real Sound RSO 052-0114)
- Tosca (Teatro Carlo Felice, 2010), con Daniela Dessì, Claudio Sgura Arthaus Musik/Naxos
- Aida (Liceu, 2003), con Daniela Dessì, Elisabetta Fiorillo, Juan Pons, Roberto Scandiuzzi, Opus Arte/Naxos
- I vespri siciliani (Teatro Regio di Parma, 2010), con Leo Nucci, Giacomo Prestia, Daniela Dessì, regia Pier Luigi Pizzi, C Major/Naxos

### Recital
- Armiliato, Recitar! Arie e canzoni celebri - Armiliato/Pinto/Roma Film Orchestra, 2011 Decca CD 2012 (Universal 476 4912)
- Nessun Dorma - Armiliato sings Puccini CD
- Love Duets (2005), con Daniela Dessì) (Philips RS 476 3061), 2005
- Enrico Toselli - Le romanze ritrovate, (2004), con Daniela Dessì  (Real Sound RSO 051-0105)
- A Tribute to Verdi, (2004) (Real Sound RSO 051-0105)
- Romanze e Canzoni (2007), (DECCA RS 476 6376), 2007

## Duetti e collaborazioni

### CD
- 2020 - Italia, America e ritorno (di Lorenzo Andreaggi) con "La luna" (testo e musica: Cavaliere, Panzeri)

## Video
| Anno | Opera Ruolo                        | Cast                                               | Direttore Orchestra e Coro                                                         | Etichetta       |
| ---- | ---------------------------------- | -------------------------------------------------- | ---------------------------------------------------------------------------------- | --------------- |
| 2003 | Aida Radames                       | Daniela Dessì, Juan Pons, Elisabetta Fiorillo      | Miguel Gómez Martínez Orchestra e Coro del Gran Teatre del Liceu                   | Opus Arte       |
| 2004 | Francesca da Rimini Paolo il bello | Daniela Dessì, Alberto Mastromarino, Ludovit Ludha | Maurizio Barbacini Orchestra Filarmonica Marchigiana, Coro Lirico Vincenzo Bellini | Arthaus         |
|      | Madama Butterfly Pinkerton         | Daniela Dessì, Rossana Rinaldi, Juan Pons          | Plácido Domingo Orchestra e Coro "Città Lirica"                                    | Dynamic         |
|      | Tosca Mario Cavaradossi            | Daniela Derssì, Ruggero Raimondi                   | Maurizio Benini Orchestra e Coro "Sinfonica" di Madrid                             | Opus Arte       |
| 2008 | Norma Pollione                     | Daniela Dessì, Kate Aldrich, Rafal Siwek           | Evelino Pidò Orchestra e Coro del Teatro Comunale di Bologna                       | Hardy Classic   |
| 2010 | Tosca Mario Cavaradossi            | Daniela Dessì, Claudio Sgura                       | Marco Boemi Orchestra e Coro del Teatro Carlo Felice di Genova                     | Arthaus Musik   |
|      | La fanciulla del West Dick Johnson | Daniela Dessì, Lucio Gallo                         | Alberto Veronesi Orchestra e Coro "Città Lirica"                                   | Arthaus Musik   |
| 2013 | I vespri siciliani Arrigo          | Daniela Dessì, Leo Nucci, Giacomo Prestia          | Massimo Zanetti Orchestra e Coro del Teatro Regio di Parma                         | Unitel Classica |

## Filmografia
- To Rome with Love, regia di Woody Allen (2012)

## Riconoscimenti
- Premio Oscar della Lirica
- Premio Giuseppe Lugo
- Premio Tito Schipa
- Premio Goffredo Petrassi
- Premio Flaviano Labò
- Premio Myrta Gabardi
- Premio Bonci d'Oro
- Premio Galliano Masini
- Premio Gigli d'oro
- Premio Beniamino Gigli
- Premio Aureliano Pertile
- Premio Mascagni d'oro
- Premio Puccini alla carriera 2014